# 羽根沢温泉
羽根沢温泉（はねさわおんせん）は、山形県最上郡鮭川村大字中渡（旧国出羽国、明治以降は羽前国）にある温泉。

## 泉質
泉質は含食塩重曹泉（穏和低張性高温泉）、県内では数少ない間欠泉で無色清澄、ph8.4の弱アルカリ性。泉温摂氏47度。「美人の湯」と呼ばれている。

## 温泉街
山間の狭地に位置するが、旅館や商店が道沿いに並び、小さいながらも温泉街を形成している。源泉をそのまま使用して3軒の温泉旅館と1軒の共同浴場に配湯している。温泉街内の無料駐車場傍の川沿いには共同浴場も存在する。

## 歴史
羽根沢の由来は、このあたりの住民が、新庄藩の藩主に鷹の羽根を献上したことから名づけられた。1919年（大正8年）、石油試掘中に温泉が湧きだした。石油自体は湧出量が少なかったことから、採算性がないとして本格操業されることはなかったが、地元に住んでいた加登屋旅館の先祖が採掘権を石油会社から買い取り、一軒宿から徐々に規模を大きくしていった。現在泉質に油分は含まれていないが、しばらくは油混じりの温泉だったという。戦中になり、旅行客がいなくなると一時存亡の危機に立たされたが、客がいなくなった空き部屋を蚕小屋にし、養蚕を行いながら細々と温泉宿を維持してきた。

## アクセス
山形新幹線・新庄駅より鮭川村営バス（平日運行）で約30分、終点「羽根沢温泉」バス停より徒歩すぐ。